# Evelyn Taocheng Wang

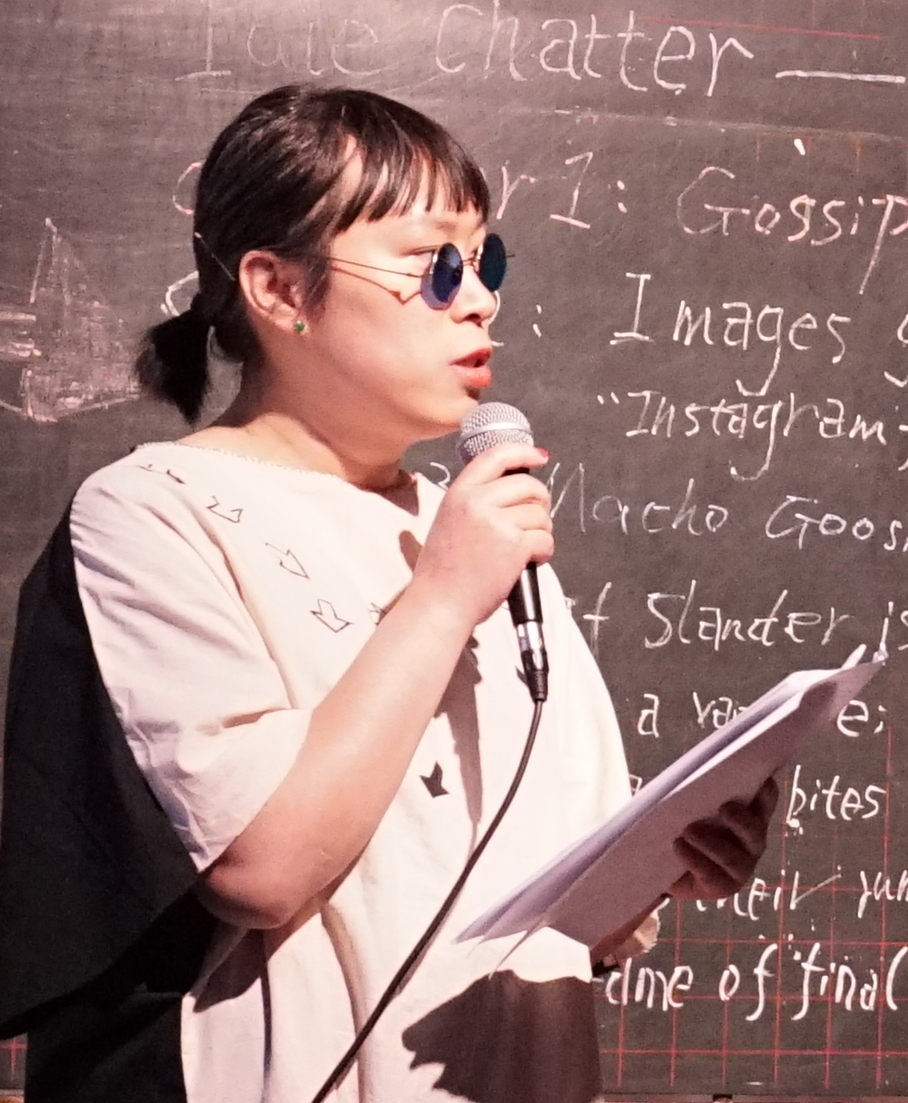
Evelyn Taocheng Wang beim Farawayfestival 2020 in Reims

Evelyn Taocheng Wang (* 1981 in Chengdu, China) ist eine chinesische Zeichnerin sowie Performance- und Videokünstlerin.

## Biografie
An der chinesischen Nanjing Normail University studierte Evelyn Taocheng Wang von 2002 bis 2006 bildende Kunst, traditionelle chinesische Kunst, klassische chinesische Literatur, Grafikdesign und visuelle Kommunikation. Es schloss sich von 2010 bis 2012 ein Studium an der Städelschule in Frankfurt am Main an, gefolgt von einem zweijährigen Atelierstipendium am Institut De Ateliers in Amsterdam. 2019/2020 war sie sechs Monate lang 32. Stipendiatin der Stadt Mönchengladbach im Gastatelier an der Steinmetzstraße. Gefördert wurde das Stipendium von der Josef und Hilde Wilberz-Stiftung.
Evelyn Taocheng Wang lebt und arbeitet in Rotterdam.

## Auszeichnungen
- 2016 Dorothea-von-Stetten-Kunstpreis[1]
- 2016 De Volkskrant Beeldende Kunst Prijs
- 2018 Dolf Henkes Award[2]
- 2019 ABN AMRO Art Award
- 2025 Wolfgang-Hahn-Preis Köln

## Einzelausstellungen
- 2008 – Intervention, Kunstverein Göttingen, Deutschland
- 2008 – Private Party, vierter stock galerie Berlin, Deutschland
- 2010 – Sensitive Attitude, Platform China, Beijing, China
- 2012 – What is Revealed by the Tide, OV Gallery, Shanghai, China
- 2013 – Action...Cut! Jakarta Yuz Museum, Jakarta, Indonesien
- 2014 – Someone who lives in great comfort is completely enjoying it but still prays for even more fortune, Johan Berggren Gallery, Malmö, Schweden
- 2015 – Forest, A Man, A Baby & Aristocratic Life, Tale of a Tub, Rotterdam, Niederlande
- 2015 – Performance Two Sights of the Elegant Mysterious Unearthly Princess Kaguya & Her Beggarly Nurtured Aristocratic Life Before She Flies Away With a Shining Ship, Stedelijk Museum Amsterdam, Niederlande
- 2015 – A Home Made Travel MV Series, Galerie Fons Welters, Amsterdam, Niederlande
- 2015 – Massage Near Me, Company Gallery, New York, USA
- 2017 – Allegory of Transience, Frans Hals Museum | De Hallen Haarlem, Niederlande
- 2017 – Heatweave Wrinkle, Chateau Shatto, Los Angeles, USA
- 2017 – A Home made Travel MV Series, Frans Hals Museum | De Hallen Haarlem, Niederlande
- 2017 – Embarrassed Person is Always Difficult to Avoid Embarrassed Things, Carlos/Ishikawa, London, England
- 2017 – Four Season of Women Tragedy, Galerie Fons Welters, Amsterdam, Niederlande
- 2018 – What is he afraid of?, KW institute for Contemporary Art, Berlin, Deutschland
- 2018 – What is he afraid of?, Company Gallery, New York, USA
- 2019 – No Blood in the Afternoon, Carlos Ishikawa, London, England
- 2019 – Sensitive Attitude, Friends of the S.M.A.K., Gent, Belgien
- 2019 – Spreading Elegance, FRAC Champagne-Ardenne, Reims, Frankreich
- 2020 – Short Summer Solo, Galerie Fons Welters, Amsterdam, Niederlande
- 2020 – Het bloemblaadje, dat tijdens het ochtendkrieken was gevallen, paktte ik op in de avondschemering (ABN AMRO Art Award), Hermitage Amsterdam, Amsterdam, Niederlande
- 2020 – Als ich sie entlang des Flusses suchte, stand sie mitten im Wasser (When I sought her along the river, she stood in the middle of the water), KevinSpace, Wien, Österreich
- 2020 – Sour Gnossiennes, museumverein Mönchengladbach, Museum Abteiberg, Museum Abteiberg, Mönchengladbach, Deutschland
- 2021 – Reflection Paper, Kunstverein für die Rheinlande und Westfalen, Düsseldorf, Deutschland
- 2021 – Heart of Eyeshadows, Antenna Space, Shanghai, China
- 2021 – Reflection Paper, Galerie Fons Welters, Amsterdam, Niederlande
- 2022 – Norwegian Music in Dutch Window, Kayokoyuki, Tokyo, Japan

## Sammlungen
- Sammlung ABN AMRO, Niederlande
- Art Institute of Chicago, Chicago, USA
- Bonnefantenmuseum, Maastricht, Niederlande
- Centraal Museum Utrecht, Niederlande
- Centre Pompidou, Paris, Frankreich
- FRAC Champagne-Ardenne, Reims, Frankreich
- NOG Collection/Stichting Beheer SNS REAAL, Niederlande
- Museum Abteiberg, Mönchengladbach, Deutschland
- Museum Voorlinden, Wassenaar, Niederlande
- Stedelijk Museum Amsterdam, Niederlande
- Städtisches Museum Schiedam, Niederlande